# Katiola
Katiola es un departamento de la región de Hambol, Costa de Marfil. En mayo de 2014 tenía una población censada de 106 905 habitantes.
Se encuentra ubicado en el centro-norte del país, cerca de la orilla oriental río Bandama y al norte de la presa de Kossou.